# 达尔克罗兹

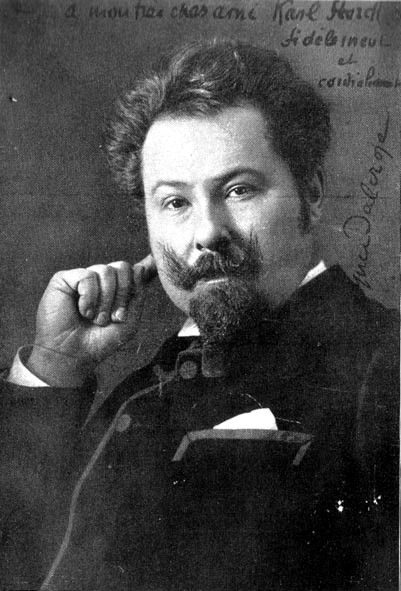
Émile Jaques-Dalcroze

爱弥尔·雅克·達克羅士，1865年7月6日—1950年7月1日）是一个瑞士作曲家、音乐家和音乐教育家。

## 生平
他提出了体态律动法(或旋律教育法)，一种通过运动学习和实践音乐的方法。体态律动法的影响体现在美国各学校开设的奥福教学法课中。
(Émile Jaques-Dalcroze ，又译作达尔库罗兹
達克羅士法指通过运动教学音乐概念。学习一种音乐概念使用一组模拟运动，从而培养孩子对音乐表达法的综合的自然的感受。达尔克罗兹感觉到将身体变成一种乐器是产生对音乐的稳固而生动的印象的最好的方法。达尔克罗兹法包括3个同样重要的要素：体态律动、视唱练耳和即兴音乐活动。
总之，達克羅士法包含了培养一个专业音乐家的主要方法。在该理想的方法中，每个科目的要素联合起来形成音乐教学的方法，其根本是创作和运动。
達克羅士1892年在日内瓦音乐学院任教职时开始他的职业生涯，他在那里教谐音（harmony）和 视唱练耳。是视唱练耳课使他开始测试很多有影响力的革新型的教学法。在1903和1910年间，達克羅士开始公开演示他的教学法。1910年，在德国实业家Wolf Dohrn的帮助下，达尔克罗兹在德国德累斯顿外的海勒劳开办了一所学校，专门传授他的方法。在海勒劳他传授了很多人，包括Prince Serge Wolkonsky，Vera Alvang (Griner)，Valeria Cratina，Jelle Troelstra (彼得·耶勒斯·特勒斯特拉之子)，Inga and Ragna Jacobi，Albert Jeanneret (Le Corbusier 的兄弟)，Mariam Ramberg，和 Placido de Montelio。1914年第一次世界大战爆发后，学校关闭了。
他作曲的作品有小提琴和管弦乐小夜曲——C调第一小提琴协奏曲、诗（Poème，第二支管弦乐曲），后两支含在行会（the Guild）出品的CD音乐碟中。